# Daniel Köstl
Daniel Köstl (Praga, 23 maggio 1998) è un calciatore ceco, difensore del Bohemians 1905.

## Caratteristiche tecniche
È un difensore centrale.

## Carriera
Cresciuto nel settore giovanile dello Sparta Praga, ha esordito in prima squadra il 12 ottobre 2016 in occasione dell'incontro di Pohár FAČR vinto 2-1 contro la Dyn. Č. Budějovice. Nel febbraio 2018 è stato ceduto in prestito per una stagione e mezza allo Slovan Bratislava ed il 12 luglio 2019 è stato acquistato a titolo definitivo dal Bohemians 1905.

## Statistiche
Statistiche aggiornate al 29 ottobre 2020.

### Presenze e reti nei club
| Stagione        | Squadra         | Campionato      | Campionato | Campionato | Coppe nazionali | Coppe nazionali | Coppe nazionali | Coppe continentali | Coppe continentali | Coppe continentali | Altre coppe | Altre coppe | Altre coppe | Totale | Totale | Totale |
| Stagione        | Squadra         | Comp            | Pres       | Reti       | Comp            | Pres            | Reti            | Comp               | Pres               | Reti               | Comp        | Pres        | Reti        | Pres   | Reti   |        |
| --------------- | --------------- | --------------- | ---------- | ---------- | --------------- | --------------- | --------------- | ------------------ | ------------------ | ------------------ | ----------- | ----------- | ----------- | ------ | ------ | ------ |
| 2016-2017       | Sparta Praga    | 1L              | 0          | 0          | CRC             | 2               | 0               | UEL                | 1                  | 0                  |             | -           | -           | 3      | 0      |        |
| 2017-2018       | Slovan Liberec  | 1L              | 2          | 0          | CRC             | 0               | 0               |                    | -                  | -                  |             | -           | -           | 2      | 0      |        |
| 2018-2019       | Slovan Liberec  | 1L              | 0          | 0          | CRC             | 0               | 0               |                    | -                  | -                  |             | -           | -           | 0      | 0      |        |
| 2019-2020       | Bohemians 1905  | 1L              | 22         | 0          | CRC             | 0               | 0               |                    | -                  | -                  |             | -           | -           | 22     | 0      |        |
| 2020-2021       | Bohemians 1905  | 1L              | 2          | 0          | CRC             | 0               | 0               |                    | -                  | -                  |             | -           | -           | 2      | 0      |        |
| Totale carriera | Totale carriera | Totale carriera | 26         | 0          |                 | 2               | 0               |                    | 1                  | 0                  |             | -           | -           | 29     | 0      |        |